# JoongAng Ilbo
JoongAng Ilbo é um jornal conservador publicado em Seul, Coreia do Sul. É um dos "três grandes jornais" da Coreia do Sul. O periódico também publica uma edição em inglês, o Korea JoongAng Daily, em associação com o International Herald Tribune.